# Intendent (film)
Intendent (tyt. oryg. Intendenti) – albański film fabularny z roku 1980 w reżyserii Xhezaira Dafy.

## Opis fabuły
Film o tematyce partyzanckiej. W środku zimy jeden z partyzantów otrzymuje rozkaz zdobycia zaopatrzenia dla oddziału. Nie może przemieszczać się drogą, która jest pod kontrolą wojsk niemieckich. Po żywność udaje się do małego sklepu, prowadzonego przez Salo. Jednak szybsi od niego byli balliści, którzy zabrali zapasy ze sklepu. Intendent zwraca się o pomoc do miejscowej rady antyfaszystowskiej, której członkowie pomagają zdobyć żywność, a przy okazji odkrywają, kto we wsi współpracuje z wrogiem.
Film został zrealizowany we Wlorze.

## Obsada
- Fitim Makashi jako intendent
- Reshat Arbana jako przewodniczący Rady
- Adem Gjyzeli jako Salo
- Lutfi Hoxha jako File
- Ilia Shyti jako Zenel
- Petraq Xhillari jako kucharz
- Pëllumb Dervishi jako komisarz
- Qemal Mehmeti jako Vehip
- Ali Bega jako Maloja
- Bilbil Kazmi jako kurier
- Zija Grapshi
- Piro Malaveci
- Prokop Mima
- Besnik Tufa
- Met Shehu
- Xhafer Xhafa